# Triodia mitchellii
Triodia mitchellii är en gräsart som beskrevs av George Bentham. Triodia mitchellii ingår i släktet Triodia och familjen gräs. Inga underarter finns listade i Catalogue of Life.